# Bill Peacock
William Peacock, detto Bill (Poplar, 6 dicembre 1891 – Sawtry, 14 dicembre 1948), è stato un pallanuotista britannico, vincitore di una medaglia d'oro alle olimpiadi di Anversa 1920.